# Právo samosprávy
Právo samosprávy bylo jedním ze středověkých městských privilegií. Stejně jako u ostatních městských práv je uděloval panovník (v případě královských měst), anebo jeho majitel (pokud šlo o poddanské město). Spočívalo v právu města postavit si radnici a volit své zástupce (12 konšelů v čele s purkmistrem). 